# Picea abies

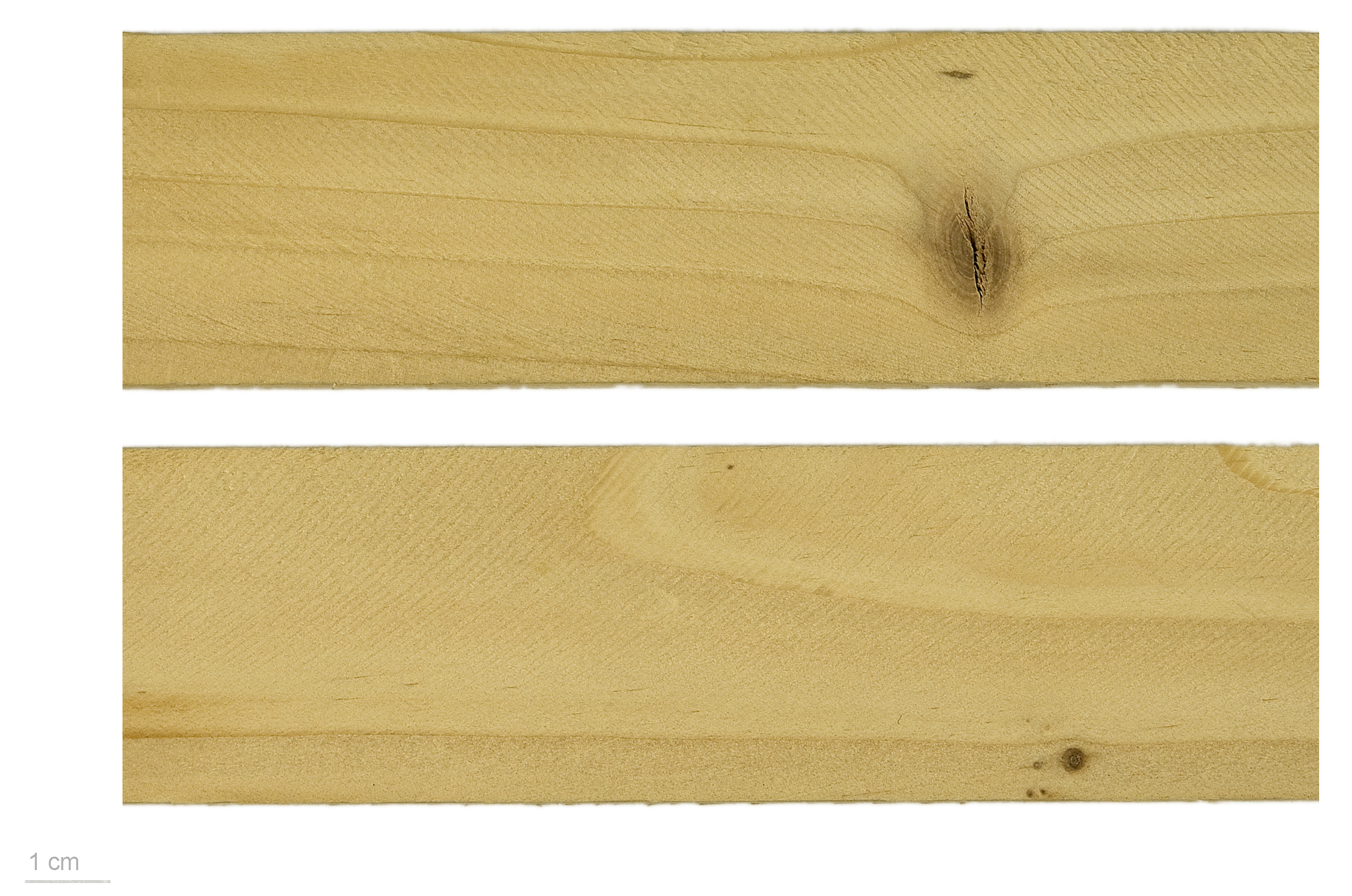
Picea abies - MHNT

Picea abies, popularmente conhecida como Espruce-da-Noruega, Espruce-europeu ou Pícea-europeia é uma conífera da família pinaceae, originária do norte e centro da Europa.
Em muitos países é utilizada como árvore de Natal e também como planta ornamental em parques e jardins, embora sensível à poluição urbana. 

A madeira de Picea abies é muito apreciada no fabrico de instrumentos musicais. Grande parte dos instrumentos de cordas (violino, violoncelo e contrabaixo, por exemplo) utilizam tradicionalmente a madeira de Picea abies em sua parte superior (tampo harmônico) e em algumas partes localizadas no interior do instrumento, pois esta madeira confere uma característica peculiar de ressonância muito apreciada pelos grandes mestres da luteria, como Antonio Stradivari, Nicola Amati e muitos outros. 